# 高杉真宙
高杉 真宙（たかすぎ まひろ、1996年7月4日 - ）は、日本の俳優。福岡県出身。POSTERS所属。

## 略歴
小学6年生の時に熊本県・八代で行われた花火大会で女の子に間違われスカウトされたことがきっかけで事務所に所属し、芸能界デビュー。
2009年、舞台『エブリ リトル シング'09』にて俳優デビュー。
2010年、映画『半次郎』にて映画初出演。中学2年生の時に上京。同年、CMネクソン「メイプルストーリー」にてCM初出演。
2012年、映画『カルテット!〜Quartet!〜』にて映画初主演を務めた。
2013年、特撮ドラマ『仮面ライダー鎧武/ガイム』で呉島光実 / 仮面ライダー龍玄 役で出演した。
2014年、映画『ぼんとリンちゃん』にて第36回ヨコハマ映画祭 最優秀新人賞を受賞。
2017年、映画『散歩する侵略者』にて第72回毎日映画コンクール スポニチグランプリ新人賞を受賞。
2018年、主演映画作品『笑顔の向こうに』（2019年2月15日公開）にて、第16回モナコ国際映画祭でエンジェルピースアワード（最優秀作品賞）を受賞。
2021年4月11日、スウィートパワー（スパイスパワー）を退社した。4月12日、個人事務所「株式会社POSTERS」を設立した。
2022年1月20日、バラエティ番組『ぐるぐるナインティナイン』内のコーナー「グルメチキンレース・ゴチになります!23」で新メンバーに選ばれ、バラエティ番組初レギュラー出演。10月10日、テレビドラマ『PICU 小児集中治療室』にて月9ドラマ初レギュラー出演。10月24日、連続テレビ小説『舞いあがれ!』にて連続テレビ小説初出演。
2024年11月7日、ベストスマイル・オブ・ザ・イヤー2024を受賞した

## 人物
- 3兄弟の長男[6]。人見知りをする性格で[17]、『仮面ライダー鎧武/ガイム』で共演した志田友美とは双方とも人見知りであったため撮影開始から2か月ほどは会話をすることが出来なかったという[18][19]。
- 『仮面ライダー鎧武/ガイム』では二面性のある複雑な役どころを演じており、スタッフからはその演技力を評価されている[20][21]。
- 子供が好きで、幼稚園教員になりたいと思っていたこともある[22]。
- 漫画・アニメが大好き[23]。ゲーマーでもある[24]。

## 受賞歴
2014年
- 第36回ヨコハマ映画祭 最優秀新人賞（『ぼんとリンちゃん』）

2017年
- 第72回毎日映画コンクール スポニチグランプリ新人賞（『散歩する侵略者』）
- 第9回TAMA映画賞 最優秀新進男優賞（『散歩する侵略者』『逆光の頃』『想影』『トリガール!』『ReLIFE リライフ』『PとJK』）

2024年
- ベストスマイル・オブ・ザ・イヤー2024

## 出演
役名の太字は主演作品。

### テレビドラマ
- 特上カバチ!! 第4話（2010年2月7日、TBS）
- 5年後のラブレター（2010年5月1日 - 7月17日、BeeTV / 2011年1月3日 - 3月21日、TBS） - 幼少期の志村渉（向井理）役
- さだまさしドラマスペシャル 故郷 〜娘の旅立ち〜（2011年7月5日、フジテレビ） - 佐伯守（幼少期） 役
- ドラマWスペシャル 學（2012年1月1日、WOWOW） - 風間學 役[26]
- 13歳のハローワーク（2012年1月13日 - 3月9日、テレビ朝日） - 岡島正人 役
- 大河ドラマ（NHK） 
  - 平清盛（2012年1月8日 - 12月23日） - 小兎丸（こうさぎまる） 役
  - 光る君へ 第2回 - 第39回（2024年1月14日 - 10月13日） - 藤原惟規（太郎） 役[27][28]
- 高校入試（2012年10月6日 - 12月29日、フジテレビ） - 松島良隆 役
- てふてふ荘へようこそ 第4話（2012年11月17日、NHK BSプレミアム） - 湊谷薫 役[29]
- 35歳の高校生（2013年4月13日 - 6月22日、日本テレビ） - 東蓮 役[30]
- 牙狼-GARO- 〜闇を照らす者〜 第10話（2013年6月7日、テレビ東京） - 坪井浩輝 役
- 仮面ライダー鎧武/ガイム（2013年10月6日 - 2014年9月28日、テレビ朝日） - 呉島光実 / 仮面ライダー龍玄 / 仮面ライダー斬月・真 役[31]
  - 烈車戦隊トッキュウジャーVS仮面ライダー鎧武 春休み合体スペシャル（2014年3月30日、テレビ朝日） - 呉島光実 / 仮面ライダー龍玄 役[32]
- ゴーストライター（2015年1月13日 - 3月17日、フジテレビ） - 遠野大樹 役[33]
- 警部補・杉山真太郎〜吉祥寺署事件ファイル 第2話（2015年1月19日、TBS） - 長山直樹 役
- 明日もきっと、おいしいご飯〜銀のスプーン〜（2015年6月1日 - 7月31日、東海テレビ） - 主演・早川律 役[34]
- 表参道高校合唱部!（2015年7月17日 - 9月25日、TBS） - 宮崎祐 役[35]
- オトナヘノベル 10代ドラマ「ハデス・バトラー」（NHK Eテレ）
  - 「破滅の女神」（2015年10月29日） -  市村一樹 役
  - 「復活の勇者」（2015年11月5日） - 主演・市村一樹 役
- 臨床犯罪学者 火村英生の推理 第1話（2016年1月17日、日本テレビ） - 大和田英児 役[36]
- スミカスミレ 45歳若返った女（2016年2月5日 - 3月25日、テレビ朝日） - 天野慶和 役[37]
- 連続ドラマW カッコウの卵は誰のもの（2016年3月27日 - 5月1日、WOWOW） - 鳥越伸吾 役[38]
- 嫌われる勇気 第8話（2017年3月2日、フジテレビ） - 鈴木夏輝 役[39]
- セトウツミ（2017年10月13日 - 12月23日、テレビ東京） - 主演・内海想 役[40]
- 賭ケグルイ - 鈴井涼太 役
  - Season1（2018年1月15日 - 3月19日、毎日放送 / 2018年1月17日 - 3月21日、TBS）[41]
  - Season2（2019年4月1日 - 4月29日、毎日放送 / 2019年4月3日 - 5月1日、TBS）[42]
- モンテ・クリスト伯 -華麗なる復讐- 第2話 - 第9話（2018年4月26日 - 6月14日、フジテレビ） - 守尾信一朗 役[43]
- サイン -法医学者 柚木貴志の事件-（2019年7月11日 - 9月12日、テレビ朝日） - 高橋紀理人 役[44]
- サギデカ（2019年8月31日 - 9月28日、NHK総合） - 加地颯人 役[45][46]
- 絶対零度〜未然犯罪潜入捜査〜（Season4）（2020年1月6日 - 3月16日、フジテレビ） - 篠田浩輝（水島歩） 役[47]
- 私たちはどうかしている（2020年8月12日 - 9月30日、日本テレビ） - 城島裕介 役[48]
- コールドケース3 〜真実の扉〜 第7話（2021年1月23日、WOWOW） - 潮見敏夫 役[49]
- バイプレイヤーズ 〜名脇役の森の100日間〜 第5話 - 第6話（2021年2月6日 - 2月13日、テレビ東京） - 高杉真宙（本人） 役[50][51]
- ごちそう〜うなぎ編〜（2021年2月7日、NHK BS8K） - 主演・篠塚悠馬 役[注釈 1][52]
  - ごちそう〜伊勢えび編〜（2022年2月27日、NHK BS8K）[注釈 2][53]
- ホメられたい僕の妄想ごはん（2021年7月11日 -  9月26日、BSテレビ東京） - 主演・和田理生 役[54]
- 婚姻届に判を捺しただけですが（2021年10月19日 - 12月21日、TBS） - 牧原唯斗 役[55][56]
- おいハンサム!! 第2話 - 最終話（2022年1月16日 - 2月26日、東海テレビ・フジテレビ） - 大倉学 役[57][58]
  - おいハンサム!!2 最終話（2024年5月25日、東海テレビ・フジテレビ）
- PICU 小児集中治療室（2022年10月10日 - 12月19日、フジテレビ） - 矢野悠太 役[13]
  - PICU 小児集中治療室 スペシャル 2024（2024年4月13日、フジテレビ）[59]
- 連続テレビ小説 舞いあがれ! 第16回 - 最終回（2022年10月24日 - 2023年3月31日、NHK） - 刈谷博文 役[14][15]
- わたしのお嫁くん（2023年4月12日 - 6月21日、フジテレビ） - 山本知博 役[60][61]
- 夜ドラ わたしの一番最悪なともだち（2023年8月21日 - 10月12日、NHK総合） - 相澤賢人 役[62]
- となりのナースエイド（2024年1月10日 - 3月13日、日本テレビ） - 竜崎大河 役[63][64]
  - となりのナースエイドSP2025（2025年1月11日、日本テレビ）[65]
- 世にも奇妙な物語’24 夏の特別編「人類の宝」（2024年6月8日、フジテレビ） - 主演・佐倉エイスケ 役[66]
- 法廷のドラゴン（2025年1月17日 - 3月7日、テレビ東京） - 歩田虎太郎 役[67]
- 三笠のキングと、あと数人（2025年4月25日 - 5月30日、北海道放送） - 主演・健太 役[注釈 3][68][69]
- 夜の道標 -ある容疑者を巡る記録（2025年9月14日〈予定〉 - 、WOWOW） - 大矢啓吾 役[70]

### 映画
- 半次郎（2010年10月9日） - 市来新之助 役
- 大奥（2010年10月1日） - 小姓 役
- カルテット!〜Quartet!〜（2012年1月7日） - 主演・永江開 役
- 仮面ライダーシリーズ（東映） - 呉島光実 / 仮面ライダー龍玄 役
  - 仮面ライダー×仮面ライダー 鎧武&ウィザード 天下分け目の戦国MOVIE大合戦（2013年12月14日）
  - 平成ライダー対昭和ライダー 仮面ライダー大戦 feat.スーパー戦隊（2014年3月29日）
  - 劇場版 仮面ライダー鎧武 サッカー大決戦!黄金の果実争奪杯!（2014年7月19日）
  - 仮面ライダー×仮面ライダー ドライブ&鎧武 MOVIE大戦フルスロットル（2014年12月13日）
- 渇き。（2014年6月27日） - 松永泰博 役
- ぼんとリンちゃん（2014年9月20日） - 主演・リンちゃん 役[71]
- 想影（2016年7月16日） - 主演・栄大輔 役[72]
- PとJK（2017年3月25日） - 大神平助 役[73]
- ReLIFE リライフ（2017年4月15日） - 大神和臣役[74]
- 逆光の頃（2017年7月8日） - 主演・赤田孝豊 役[75]
- トリガール!（2017年9月1日） - 高橋圭 役[76]
- 散歩する侵略者（2017年9月9日） - 天野 役[77]
- プリンシパル〜恋する私はヒロインですか?〜（2018年3月3日） - 桜井和央 役[78]
- 世界でいちばん長い写真（2018年6月23日）- 主演・宏伸 役[79]
- 虹色デイズ（2018年7月6日） - 主演・直江剛 役[80][注釈 4]
- 君が君で君だ（2018年7月7日） - 宗太 役[81]
- ギャングース（2018年11月23日） - 主演・サイケ 役[82]
- 十二人の死にたい子どもたち（2019年1月25日）- サトシ 役[83]
- 笑顔の向こうに（2019年2月15日） - 主演・大地 役[84]
- 映画 賭ケグルイ（2019年5月3日） - 鈴井涼太 役[42]
  - 映画 賭ケグルイ 絶体絶命ロシアンルーレット（2021年6月1日）[85][86]
- 見えない目撃者（2019年9月20日） - 国崎春馬 役[87]
- 超・少年探偵団NEO -Beginning-（2019年10月25日） - 主演・小林芳狼 役[88]
- 前田建設ファンタジー営業部（2020年1月31日） - 主演・土井航 役[89]
- 糸（2020年8月21日） - 冴島亮太 役[90][91]
- バイプレイヤーズ 〜もしも100人の名脇役が映画を作ったら〜（2021年4月9日） - 高杉真宙（本人） 役[50][51][92]
- 異動辞令は音楽隊!（2022年8月26日） - 北村裕司 役[93][94]
- いつか、いつも……いつまでも。（2022年10月14日） - 主演・俊英 役[95]
- ナニワ金融道シリーズ - 主演・灰原達之 役[96]
  - ナニワ金融道〜灰原、帝国金融の門を叩く!〜（2022年11月25日）
  - ナニワ金融道〜銭と泪と権利と女〜（2022年12月2日）
  - ナニワ金融道〜大蛇市マネーウォーズ〜（2022年12月9日）
- 東京リベンジャーズシリーズ - 松野千冬 役[97]
  - 東京リベンジャーズ2 血のハロウィン編 -運命-（2023年4月21日）
  - 東京リベンジャーズ2 血のハロウィン編 -決戦-（2023年6月30日）
- SEE HEAR LOVE 〜見えなくても聞こえなくても愛してる〜（2023年6月9日） - 植村大輔 役[98]
- オアシス（2024年11月15日） - 主演・金森 役（清水尋也とW主演）[99][100]
- 劇場版TOKYO MER〜走る緊急救命室〜南海ミッション（2025年8月1日） - 常盤拓 役[101]
- 盤上の向日葵（2025年10月31日公開予定） - 佐野直也 役[102]

### バラエティ番組
- 痛快TV スカッとジャパン（フジテレビ） - 不定期出演[103][104]
- ぐるぐるナインティナイン（2022年1月20日 - 12月29日、日本テレビ） - 「グルメチキンレース・ゴチになります!23」レギュラー[12]

### 情報番組
- めざましテレビ（2023年6月6日 - 20日、フジテレビ） - マンスリーエンタメプレゼンター[105]

### その他のテレビ番組
- メディアタイムズ（2017年6月18日、NHK Eテレ） - 安達コーヘイ 役[106]
- おはなしのくに「フランダースの犬」（2023年2月20日、NHK Eテレ） - ネロ 役 他[107]
- にほんごであそぼ（2023年6月12日 -、NHK Eテレ）- 朗読コーナー[108][109]

### 舞台
- エブリ リトル シング'09（2009年8月10日 - 16日、天王洲 銀河劇場）
- 嗚呼、田原坂（2010年4月）
- つばき、時跳び（2010年8月）
- ジャンヌ・ダルク（2010年11月 - 12月）
- 里見八犬伝（2012年11月） - 房八 役
- 里見八犬伝（2014年10月31日 - 12月6日、新国立劇場 中劇場 他4会場） - 犬江親兵衛 役[110]
- TRUMP（2015年11月19日 - 12月6日） - 主演・ソフィ／ウル 役[注釈 5][111][112]
- 闇狩人（2016年5月13日 - 6月12日、天王洲 銀河劇場 他2会場） - 主演・間武士 役[6]
- ONWARD presents 新感線☆RS『メタルマクベス』disc3 Produced by TBS（2018年11月9日 - 12月31日、IHIステージアラウンド東京） - レスポールJr. / 元きよし 役[113]
- カリギュラ（2019年11月9日 - 12月15日、新国立劇場 中劇場 他3会場） - シピオン 役
- てにあまる（2020年12月19日 - 2021年1月31日、東京芸術劇場 プレイハウス 他4会場） - 三島茎水 役[114]
- ライフ・イン・ザ・シアター（2022年3月3日 - 4月10日、新国立劇場 小劇場 他） - ジョン 役[115]
- ロミオとジュリエット（2023年9月13日 - 10月29日、有楽町よみうりホール 他） - 主演・ロミオ 役[116]

### CM
- ネクソン「メイプルストーリー」（2010年）
- P&Gジャパン「ファブリーズ」（2012年3月 - ）
- レオパレス21(学割編)（2014年10月 - ）
- ブルボン「ラシュクーレ」（2016年）[117]
- アディダス「adidas bag」イメージキャラクター（2016年）[118]
- ポリス「POLICEジュエリー」日本イメージキャラクター（2017年）[119]
- NTTドコモ「Mr.Children＆docomo 25周年」- 高校生時の父・和哉 役（2017年7月 - ）[120]
- マーベラスAQL「剣と魔法のログレス いにしえの女神」（2017年8月 - ）[121]
- ファンケル「えんきん」（2017年10月 - ）[122]
- エクスバル「ジョリカドーシリーズ」（2019年3月 - ）
- Pulse（2021年10月 - ）[123]
- 資生堂「uno」（2022年3月 - ）[124]
- 日本赤十字社「めぐる献血プロジェクト」（2022年9月 - ）[125]

### オリジナルビデオ
- 仮面ライダーシリーズ
  - てれびくん超バトルDVD 仮面ライダー鎧武 フレッシュオレンジアームズ誕生! 〜君もつかめ!フレッシュの力〜（2014年） - 仮面ライダー龍玄の声 役
  - 鎧武外伝
    - 仮面ライダー斬月（2015年4月22日） - 呉島光実 役
    - 仮面ライダーナックル（2015年11月11日） - 呉島光実 / 仮面ライダー龍玄 役

### Web配信ドラマ
- 高嶺と花（2019年3月18日 - 5月6日、FOD） - 才原高嶺 役[126][注釈 6]
- 賭ケグルイ双（2021年3月26日 - 、Amazon Prime Video） - 鈴井涼太 役[127]
- 世田谷ベランダの恋（2021年9月25日 - 、YouTube） - ベランダくん 役[注釈 7][128]
- とにかく婚姻届に判を捺したいだけですが（2021年10月19日 - 12月21日、Paravi） - 牧原唯斗 役[129]
- ガンニバル 第4話 - 最終話（2023年1月11日 - 2月1日、Disney+） - 寺山京介 役[130]
  - ガンニバル シーズン2（2025年3月19日 - 4月23日、Disney+ Star）[131]
- わたしのお嫁くん 特別編（2023年6月21日、FOD） - 山本知博 役[132]
- PICU〜小児集中治療室〜スピンオフ（2024年4月1日、FOD） - 矢野悠太 役[133]

### ラジオドラマ
- 師匠シリーズ（2016年8月、JFN系列） - 僕 役[134]
- 劇ラヂ!ライブ2017「ふたり暮らし」（2017年5月5日、NHKラジオ第1放送） - まさお 役[135]
- 特集オーディオドラマ「おやすみ、サマークエスト」（2025年8月16日、NHK-FM） - 海野泰水 役[136]

### 声の出演

#### ナレーション
- Go NEXT-未来へ駆けぬける-（2021年5月4日 - 2022年9月27日、TBS）
- もつれた糸-虐待通告19万件の裏側で-（2021年9月17日、BS12）[137][138]
- 真夜中の青空〜繁華街の託児所で〜（2022年5月28日、福井放送）[139]

#### テレビアニメ
※ いずれも特別出演。
- オッドタクシー 第6話 - 第13話（2021年5月11日 - 6月29日、テレビ東京） - 長嶋聡 役[140]
- RE-MAIN（2021年7月4日 - 10月3日、テレビ朝日） - 福井晃久 役[141]
- アニ×パラ〜あなたのヒーローは誰ですか〜 第15弾「パラバレーボール」（2022年8月22日、NHK BS1） - 波田瞬 役[142]

#### 劇場アニメ
- 君の膵臓をたべたい（2018年9月1日、アニプレックス） - 「僕」 役[143][144]

#### ゲーム
- 仮面ライダーバトル ガンバライジング（2013年、アーケード） - 仮面ライダー龍玄 / 仮面ライダー斬月・真（光実） 役
- 仮面ライダー バトライド・ウォーII（2014年、PS3・Wii U） - 仮面ライダー龍玄 役
- 仮面ライダー バトライド・ウォー創生（2016年、PS4・PS3・PS Vita） - 仮面ライダー龍玄 役
- オール仮面ライダー ライダーレボリューション（2016年、3DS） - 仮面ライダー龍玄 役
- 仮面ライダーバトル ガンバレジェンズ（2023年、アーケード） - 仮面ライダー龍玄 / 仮面ライダー斬月・真（光実） 役

#### その他（声の出演）
- コニカミノルタプラネタリウム天空 in 東京スカイツリータウン - 流れ星のかけら 役
  - 流星たちの物語（2020年1月31日 - ）
- そうだ 京都、行こう。（2023年5月20日 - 9月30日、JR東海）- 蓮華王院 三十三間堂 音声ガイド[145][146]

### イベント
- EXシアターオープニングシリーズ 仮面ライダー鎧武／ガイム　プレミアムステージ（2014年1月11日・12日、EX THEATER ROPPONGI）
- non-noコレクション2014（2014年3月23日）
- 仮面ライダー鎧武/ガイムスペシャルイベント『百花繚乱戦国絵巻』（2014年5月4日、グランドプリンスホテル新高輪）[147]
- 藤原まつり 源義経公東下り行列（2016年5月3日、岩手県平泉町） - 源義経 役[148]
- 第25回 東京ガールズコレクション 2017 AUTUMN / WINTER（2017年9月2日、さいたまスーパーアリーナ）[149]
- 第68回 びわ湖開き（2023年3月4日、滋賀県大津市）- 一日船長[150][151]
- NPB 福岡ソフトバンクホークス vs 東北楽天ゴールデンイーグルス「ピンクフルデー2025」始球式（2025年5月16日、みずほPayPayドーム福岡）[152]

### モデル
- ACE adidas BAG COLLECTION イメージモデル（2016年 - ）[153]
- Ground Y キービジュアルモデル（2022年 - ）[154]
- JOURNAL STANDARD（2022年 - ）[155]

### 玩具
- プレミアムバンダイ限定 DXヨモツヘグリロックシード（2015年、バンダイ） - 呉島光実 役
- プレミアムバンダイ限定 DX黒のリンゴロックシード（2016年、バンダイ） - 呉島光実 役
- COMPLETE SELECTION MODIFICATION 戦極ドライバー（2021年3月19日、バンダイ） - 呉島光実 / 仮面ライダー龍玄 役
- COMPLETE SELECTION MODIFICATION ゲネシスドライバー（2024年3月、バンダイ） - 呉島光実 / 仮面ライダー斬月・真 役

### その他のコンテンツ
- さだまさし アルバム『第二楽章』（2014年9月10日） - ジャケット出演。若き日のさだをイメージした格好をしている。
- 師匠シリーズイメージキャラクター
- adidasbagオリジナルWebムービー「全力Beat！〜夢中がワタシを変えていく〜」（2016年、全4話） - 徹平 役[156]
- ブルボンWebムービー
  - 「ズルイよ、甘杉くん」（2017年1月24日 - 、全8話） - 甘杉まひろ 役[157]
  - 「5人もズルイよ! 全員甘杉くん」（2017年10月16日 - 、全5話）[158]
  - 「ズルイよ! 甘杉先生」（2018年3月19日 - 、全4話）[159][160]
- NHKキャラクター どーもくん20周年スペシャル動画『どーもありがとう』（2018年10月16日 - 、NHK） - 実写どーもくん 役[161]

## 書籍

### 写真集
- 1st写真集『高杉真宙 Photo Collection METAMORPHOSIS』（2015年7月3日、徳間書店）ISBN 978-4-19-863980-8
- ビジュアルブック『高杉真宙〜まひろさんぽ〜』（2016年11月4日、徳間書店）[162]ISBN 978-4-19-720459-5
- 2nd写真集『20/7』（2017年7月1日、ワニブックス）[163]ISBN 978-4-8470-4923-1
- 高杉真宙 Photobook『I/my』（2024年8月7日、ワニブックス）[164][165]ISBN 978-4-8470-8559-8

### フォトエッセイ
- 僕の一部（2021年4月3日、幻冬舎）[166]

### カバーモデル
- 通学シリーズ
  - 通学距離 〜君と僕の部屋〜 青空編（著：みゆ、2014年4月25日、集英社ピンキー文庫）
  - 通学距離 〜君と僕の部屋〜 星空編（著：みゆ、2014年5月23日、集英社ピンキー文庫）
- 禁じられた楽園<新装版>（著：恩田陸、2020年3月6日、徳間書店）[167]

### 雑誌連載
- +act『きり、とる。』（2022年1月号 - 、ワニブックス）[168]

## 作品

### 配信シングル
- 開拓民の唄（2021年4月29日 - ）[注釈 8][169]

### キャラクターソング
| 発売日        | 商品名                      | 歌                   | 楽曲                   | 備考                                              |
| ------------- | --------------------------- | -------------------- | ---------------------- | ------------------------------------------------- |
| 2014年9月24日 | 仮面ライダー鎧武 Music Arms | 呉島光実（高杉真宙） | 「Point Of No Return」 | 特撮テレビドラマ『仮面ライダー鎧武/ガイム』関連曲 |